# ダコタ (プロレスラー)
ダコタ（Daota、1977年12月19日 - ）は、アメリカ合衆国出身の男性プロレスラーである。本名はナイル・イザーク。 ノースダコタ州リチャードソン出身。身長182センチメートル、体重98キログラム。1999年2月7日デビュー。 
アメリカではWLWやAWA・スーパースター・オブ・レスリングなどに参戦し、日本ではプロレスリング・ノアに参戦した。
尊敬するプロレスラーは丸藤正道。

## 人物
麦わら帽子にオーバーオールというアメリカの典型的な農家を彷彿とさせるコスチュームで入場する珍しいキャラクターのレスラーである。しかし、試合が始まるとそれらのコスチュームは取り去り、リングシューズを履かないベア・フット・スタイル（裸足）に黄色いショートタイツ一丁という出で立ちで試合を行う。リングネームは出身州にちなむ。
軽快なフットワークと身軽さが身上で、ミサイル・キックやダイビング・ボディ・プレスなど各種空中殺法を得意とする。空中殺法などでダイブしたときなどに「ヒィヤッホォゥー」という雄叫びを上げるのが特徴。
これら独特のスタイルで、ノアに留学後、日本のファンに好評を博し、レギュラー参戦が続いた。
その風貌・キャラクターとは裏腹に、大学院で工学の修士号を取得し、プロレスラーと大学研究助手の二足のわらじを履いていた高学歴レスラーである。
現在、「ヒィヤッホォゥー」という雄叫びは金丸義信が受け継ぎ、ダイビング・ボディ・アタックを披露する際に叫ぶことが定着している。

## 略歴
学生時代は、サッカー、バスケットボール、陸上競技（トラック競技）などに打ち込んでいたが、プロレスに興味を持ち、プロレスラーを志すようになる。ノースダコタ州立大学在学中に、ケン・パテラの元でプロレスを学び、1999年2月7日、AWAのバトルロイヤルでプロ・デビュー。大学で土木工学を学びながらプロレスラーとして活動を続けていた。
その後、2002年にハーリー・レイス主宰のWLWへ移籍し、更なる修行を重ねる。一方、学業の方では大学院へ進学し、修士号を履修し、さらにはアイオワ州立大学（ISU）の研究助手職に就き、専門技術者協会（NSPE）で与えられる最も権威ある賞であるフェローシップ賞を受賞した。
プロレスリング・ノアとWLWが合同開催したレスリング・キャンプに2004年・2005年と2年連続で参加。三沢光晴・小橋建太・小川良成らの目にとまり、ノアへの留学が決定する。
2006年、研究助手職を退職して、ノアへ初参戦・初来日。留学生として約3ヶ月にわたり日本人選手とともに合宿所に入り道場でトレーニングを積みながら、ツアーに同行してセコンド・雑用をこなした。
その後、ノアの常連参戦外国人選手となり、セム興行の立ち上げにも参加するなどしたが、2012年現在は来日が途絶えている。

## タイトル歴
- AWAライトヘビー級王座
- AWAエクストリーム王座
- WLWタッグ王座

## 得意技
- ダイビング・ボディ・プレス
- ダイビング・ボディ・アタック
- プランチャ・スイシーダ
- ドロップキック、ミサイルキック
- ダイビング・ダブル・フット・スタンプ

## 入場テーマ曲
- Thank God I'm a Country Boy/ジョニー・デンバー